# Sint-Truiden
Sint-Truiden (francouzsky Saint-Trond, limbursky Sintruin) je belgické město a obec, nacházející se v arrondissementu Hasselt ve vlámské provincii Limburk. Obec zahrnuje kromě vlastního Sint-Truidenu bývalé obce Aalst, Brustem, Duras, Engelmanshoven, Gelinden, Gorsem, Groot-Gelmen, Halmaal, Kerkom-bij-Sint-Truiden, Ordingen, Runkelen, Velm, Wilderen a Zepperen. Obec Sint-Truiden má více než 40 000 obyvatel, rozkládá se na ploše 106,90 km².
Sint-Truiden se nachází uprostřed ovocnářského regionu Haspengouw (Hesbaye) a je známý produkcí hrušek, jablek (Jonagold) a třešní.

## Historie

### Počátky a období rozkvětu
Město vzniklo kolem opatství, které v 7. století založil franský šlechtic sv. Trudo.
Po jeho smrti se toto opatství stalo poutním místem, což napomáhalo ekonomickému rozvoji města.
Zvláště příznivé bylo 11. století, kdy také došlo ke značnému nárůstu počtu obyvatel.
V té době opat Adelardus, který byl ve službách biskupa z Mét, vybudoval hlavní kostel v opatství a dva další kostely ve městě, a sice Notre-Dame (Lievenvrouwenkerk) a Sint-Gangulfus.
Pod jeho vedením město také získalo opevnění, které se skládalo z hliněného náspu, dřevěné ohrady a opevněných bran.
Roku 1129 pak byly vybudovány kamenné hradby, brány a věže.
Hospodářství města bylo založeno na výrobě lněných tkanin a obchodu s Anglií, Champagne a Německem.
Ve 13. století se Sint-Truiden stal jedním z 23 „bonnes villes“ (hlavních měst) knížectví Lutych.
Na místě dnešní radnice byla postavena tržnice, život ve městě organizovaly různé cechy a na hlavním náměstí byl vztyčen perron – sloup, který měl symbolizovat autoritu místní vlády, zejména v politických záležitostech.

### Od 15. století
Roku 1467 město dobyl Karel Smělý a touto událostí začalo období pomalého úpadku, které trvalo až do 19. století.
Roku 1675 bylo zbouráno městské opevnění a v období francouzské nadvlády na konci 18. století bylo rozpuštěno několik církevních společenství.
Po roce 1830 našly opuštěné církevní budovy využití jako školní a zdravotnická zařízení.
Město bylo také centrem prosperující zemědělské oblasti, která se na konci 19. století stala známou pěstováním ovoce.
9. srpna 1914, na začátku německé invaze do Belgie, zde bylo popraveno 20 civilních obyvatel a zničeno několik domů.

## Zajímavá místa
- V historickém centru Sint-Truidenu se nachází radnice (stadhuis) s věží ze 17. století, která byla roku 1999 zapsána do Seznamu světového dědictví UNESCO. Nejstarší část budovy pochází ze 13. století.
- Vedle radnice stojí kostel Notre-Dame (Lievenvrouwenkerk) z 15. století.
- Bekináž Sint-Agnes s kostelem ze 13. století rovněž figuruje na Seznamu světového dědictví UNESCO.
- Románská věž a krypta z 11. století jsou poslední zbytky opatství sv. Truda. Ve městě se nachází několik dalších románských budov, jako např. kostely Sint-Pieterskerk a Sint-Gangulfuskerk a kaple Guvelingen.
- V Sint-Truidenu se nachází několik dobrých příkladů barokní architektury, mezi které patří štít radnice nebo kostel Minderbroederkerk.

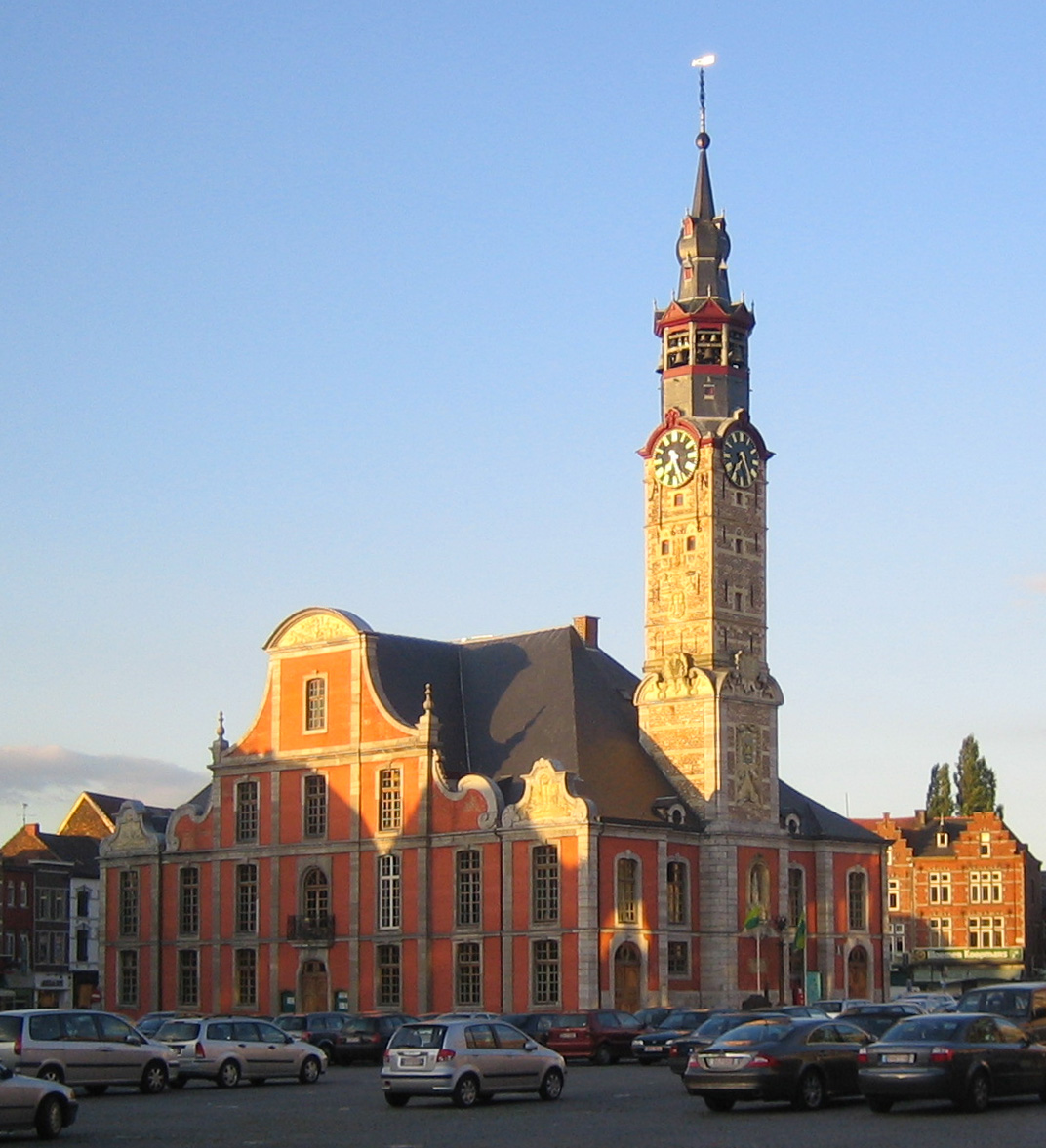
Radnice v Sint-Truidenu